# Juan Rosa (pallavolista)
Juan Rosa Meléndez (11 agosto 1993) è un pallavolista portoricano, libero dei Changos de Naranjito.

## Carriera

### Club
La carriera da professionista di Juan Rosa inizia nella stagione 2011-12, quando debutta in Liga de Voleibol Superior Masculino coi Leones de Ponce. Dopo un'annata di inattività, torna in campo nel campionato 2013-14, indossando la casacca dei Maratonistas de Coamo, mentre nel campionato seguente è brevemente di scena coi Cariduros de Fajardo; parallelamente inizia a giocare anche a livello universitario, partecipando alla Liga Atlética Interuniversitaria de Puerto Rico con la UPR Carolina.
Dopo un triennio coi Changos de Naranjito resta per altrettanto tempo lontano dai campi di pallavolo, tornando in attività negli Stati Uniti d'America, dove partecipa alla NVA 2021 coi Chicago Untouchables; al termine degli impegni con gli statunitensi, torna in campo anche in patria per la Liga de Voleibol Superior Masculino 2021, difendendo i colori dei Cafeteros de Yauco. Partecipa all'edizione seguente della NVA coi Colorado Kraken e a quella della LVSM coi Mets de Guaynabo, conquistando lo scudetto. 
Dopo aver disputato la NVA 2023 con gli Utah Stingers, inizia la Liga de Voleibol Superior Masculino 2023 coi Gigantes de Adjuntas, trasferendosi nel corso dell'annata ai Plataneros de Corozal. Nel campionato seguente torna in forza ai Changos de Naranjito.

## Palmarès

### Club
- Campionato portoricano: 1

2022

### Premi individuali
- 2023 - National Volleyball Association: Miglior libero